# NGC 6131B
NGC 6131B је лентикуларна галаксија у сазвежђу Северна круна која се налази на NGC листи објеката дубоког неба.
Деклинација објекта је + 38° 54' 57" а ректасцензија 16h 22m 0,4s. Привидна величина (магнитуда) објекта NGC 6131 износи 14,5 а фотографска магнитуда 15,5. NGC 6131B је још познат и под ознакама MCG 7-34-5, KUG 1620+390B, PGC 57932.